# Clube Atlético do Porto
Clube Atlético do Porto – brazylijski klub piłkarski z siedzibą w mieście Caruaru leżącym w stanie Pernambuco.

## Osiągnięcia
- Wicemistrz stanu Pernambucano (2): 1997, 1998
- Mistrz drugiej ligi stanu Pernambucano (Campeonato Pernambucano A2): 2003
- Puchar stanu Pernambucano (Copa Pernambuco): 1999
- Liga Desportiva Caruaruense (2): 1992, 1993
- Campeonato do Interior (2): 1994, 1995

## Historia
Porto założony został 23 lipca 1983 roku w Caruaru przez mieszkańców ulicy Rua Coronel Francisco Rodrigues Porto.
W styczniu 1994 Porto dołączył do federacji piłkarskiej stanu Pernambuco i jeszcze w tym samym roku wziął udział w rozgrywkach trzeciej ligi brazylijskiej (Campeonato Brasileiro Série C), jednak odpadł już w pierwszym etapie.
W 1995 klub ponownie odpadł w pierwszym etapie trzeciej ligi brazylijskiej. W 1996 Porto dotarł aż do półfinału trzeciej ligi, gdzie uległ jednak klubowi Vila Nova. W 1997 Porto dotarł do drugiego etapu trzeciej ligi brazylijskiej, gdzie uległ klubowi Ferroviário. W 1999 Porto brał udział w Copa do Brasil i Campeonato do Nordeste – w obu przypadkach odpadł już w pierwszym etapie.
W 2000 Porto wziął udział w zielonym module turnieju Copa João Havelange, jednak odpadł już w pierwszym etapie. W 2003 Porto wygrał drugą ligę stanu Pernambuco, pokonując w czterozespołowym finale kluby Serrano, Centro Limoeirense i Barreiros.
W 2004 klub ponownie spróbował sił w trzeciej lidze brazylijskiej, docierając do trzeciego etapu. Tam nie sprostał drużynie Treze. W 2006 kolejny start w trzeciej lidze brazylijskiej zakończył się na drugim etapie. Podobnie było w 2007 roku.